# Nati nel 1715
| Questa pagina contiene informazioni ricavate automaticamente dalle voci biografiche con l'ausilio del template Bio e di un bot. L'aggiornamento è periodico e automatico e ricostruisce completamente la pagina. Se manca una persona in questa lista, sei pregato di non aggiungerla, ma accertati piuttosto che la sua voce biografica contenga il template Bio e che i dati anagrafici siano correttamente compilati. Se il template Bio manca, inseriscilo tu stesso o, in alternativa, metti l'avviso {{tmp\|Bio}} che ne segnala la mancanza. Se i dati riportati sono sbagliati, correggi direttamente la voce biografica; le modifiche saranno visibili in questa lista entro pochi giorni. Per chiarimenti vedi il progetto biografie. La lista contiene solo le 127 persone che sono citate nell'enciclopedia e per le quali è stato implementato correttamente il template Bio. Pagina aggiornata al 26 lug 2025. |

## Gennaio(8)
- 9 gennaio - Robert François Damiens, criminale francese († 1757)
- 10 gennaio - Christian August Crusius, filosofo e teologo tedesco († 1775)
- 12 gennaio - Jacques Duphly, clavicembalista, organista e compositore francese († 1789)
- 20 gennaio - Raniero Finocchietti, cardinale italiano († 1793)
- 26 gennaio - Claude-Adrien Helvétius, filosofo e scrittore francese († 1771)
- 27 gennaio - Giacinto Sardi, vescovo cattolico italiano († 1786)
- 30 gennaio - Jean-Baptiste Lestiboudois, botanico e farmacista francese († 1804)
- 31 gennaio - Giovanni Fagnano dei Toschi, matematico italiano († 1797)

## Febbraio(11)
- 1º febbraio - Giovanni Battista Ronchelli, pittore italiano († 1788)
- 2 febbraio - Scipione Ardoino Alcontres, arcivescovo cattolico italiano († 1778)
- 5 febbraio - Baltazar Adam Krčelić, giurista, storico e teologo croato († 1778)
- 8 febbraio - Pasquale Cafaro, compositore italiano († 1787)
- 8 febbraio - Urbano Paracciani Rutili, cardinale e arcivescovo cattolico italiano († 1777)
- 10 febbraio - Giuseppe Agosti, botanico e gesuita italiano († 1786)
- 11 febbraio - Margaret Harley, nobildonna inglese († 1785)
- 18 febbraio - Eleonora di Schleswig-Holstein-Sonderburg-Wiesenburg, nobildonna tedesca († 1760)
- 22 febbraio - Charles-Nicolas Cochin, pittore, scrittore e disegnatore francese († 1790)
- 22 febbraio - Jean-Georges Lefranc de Pompignan, politico e arcivescovo cattolico francese († 1790)
- 22 febbraio - Vincenzo Malvezzi Bonfioli, cardinale e arcivescovo cattolico italiano († 1775)

## Marzo(7)
- 4 marzo - James Waldegrave, II conte Waldegrave, nobile e politico inglese († 1763)
- 7 marzo - Ewald Christian von Kleist, poeta tedesco († 1759)
- 17 marzo - Giuseppe Rabazzi, fantino italiano († 1791)
- 19 marzo - Louis-Joseph Le Lorrain, pittore, incisore e decoratore francese († 1759)
- 21 marzo - Johann Gottfried Knöffler, scultore tedesco († 1779)
- 21 marzo - Saliha Sultan, principessa ottomana († 1778)
- 25 marzo - Maria Francesca delle Cinque Piaghe, religiosa italiana († 1791)

## Aprile(9)
- 3 aprile - William Watson, fisico e botanico britannico († 1787)
- 9 aprile - Giovanni Carlo Boschi, cardinale e arcivescovo cattolico italiano († 1788)
- 11 aprile - John Alcock, organista inglese († 1806)
- 14 aprile - Paolo Francesco Giustinian, arcivescovo cattolico italiano († 1789)
- 19 aprile - Domenico Catazzo, poeta, agronomo e botanico italiano († 1792)
- 20 aprile - Marie-Thérèse de La Ferté-Imbault, francese († 1791)
- 23 aprile - Johann Friedrich Doles, compositore tedesco († 1797)
- 25 aprile - Antonio Puoti, arcivescovo cattolico italiano († 1792)
- 28 aprile - Joaquín Diego de Zúñiga, nobile spagnolo († 1777)

## Maggio(7)
- 5 maggio - Daniel Dal Barba, compositore, violinista e cantante lirico italiano († 1801)
- 11 maggio - Johann Gottfried Bernhard Bach, organista tedesco († 1739)
- 13 maggio - František Sehling, tenore e musicista ceco († 1774)
- 21 maggio - Eugène de Courten, generale svizzero († 1802)
- 22 maggio - François-Joachim de Pierre de Bernis, cardinale, arcivescovo cattolico e politico francese († 1794)
- 25 maggio - Antonio Casali, cardinale italiano († 1787)
- 30 maggio - Salvatore Monosilio, pittore italiano († 1776)

## Giugno(7)
- 4 giugno - Giovanni Carafa di Noja, nobile e matematico italiano († 1768)
- 8 giugno - Georg Christoph Wagenseil, compositore, organista e clavicembalista austriaco († 1777)
- 18 giugno - Harry Grey, IV conte di Stamford, nobile britannico († 1768)
- 18 giugno - Marianne Santini Fabri, scrittrice e poetessa italiana († 1787)
- 28 giugno - Apollonio Domenichini, pittore italiano († 1757)
- 29 giugno - Heinrich Kajetan von Blümegen, politico e nobile austriaco († 1788)
- 29 giugno - Pedro de Cevallos, militare spagnolo († 1778)

## Luglio(8)
- 3 luglio - Charles Saunders, ammiraglio britannico († 1775)
- 4 luglio - Christian Fürchtegott Gellert, poeta, scrittore e filosofo tedesco († 1769)
- 4 luglio - Charles François Hutin, pittore, incisore e scultore francese († 1776)
- 11 luglio - Jean-Joseph Balechou, incisore e pittore francese († 1764)
- 14 luglio - Caterina Sagredo Barbarigo, nobildonna italiana († 1772)
- 16 luglio - Carlo di Rohan-Soubise, generale francese († 1787)
- 17 luglio - Federica di Sassonia-Gotha-Altenburg, principessa tedesca († 1775)
- 25 luglio - Jakob Immanuel Pyra, poeta tedesco († 1744)

## Agosto(5)
- 4 agosto - Domenico Cerato, architetto e religioso italiano († 1792)
- 6 agosto - Luc de Clapiers de Vauvenargues, scrittore e saggista francese († 1747)
- 12 agosto - Pier Francesco Grimaldi, doge († 1791)
- 25 agosto - Louis de Fabry, ammiraglio francese († 1794)
- 25 agosto - Luis González Velázquez, pittore spagnolo († 1763)

## Settembre(7)
- 1º settembre - Gennaro I Carafa Cantelmo Stuart, VII principe di Roccella, nobile e alchimista italiano († 1767)
- 15 settembre - Jean-Baptiste Vaquette de Gribeauval, generale e ingegnere francese († 1789)
- 23 settembre - Anselmo Cattich, vescovo cattolico dalmata († 1792)
- 24 settembre - Camillo Rospigliosi, III principe Rospigliosi, nobile italiano († 1769)
- 25 settembre - Vittoria Carlotta di Anhalt-Bernburg-Schaumburg-Hoym, nobile († 1792)
- 26 settembre - Niccolò Oddi, cardinale e arcivescovo cattolico italiano († 1767)
- 27 settembre - Gennaro Maria Albertini, religioso e vescovo cattolico italiano († 1767)

## Ottobre(9)
- 2 ottobre - Domenico Caracciolo, diplomatico e politico italiano († 1789)
- 5 ottobre - Victor Riqueti de Mirabeau, economista francese († 1789)
- 9 ottobre - Mercuriale Prati, vescovo cattolico italiano († 1806)
- 10 ottobre - Ayşe Sultan, principessa ottomana († 1775)
- 10 ottobre - Augusto Guglielmo di Brunswick-Bevern, generale prussiano († 1781)
- 18 ottobre - Giuseppe Maria Secondo, storico e letterato italiano († 1798)
- 20 ottobre - João Cosme da Cunha, cardinale e arcivescovo cattolico portoghese († 1783)
- 22 ottobre - Ekaterina Andreevna Ušakova, nobildonna russa († 1779)
- 23 ottobre - Pietro II di Russia, sovrano russo († 1730)

## Novembre(10)
- 5 novembre - Anton Giorgio Clerici, nobile, generale e mecenate italiano († 1768)
- 5 novembre - Felice di Nicosia, francescano italiano († 1787)
- 5 novembre - Johann Georg Wille, incisore tedesco († 1808)
- 6 novembre - Carlo Andrea Rana, architetto e matematico italiano († 1804)
- 8 novembre - Elisabetta Cristina di Brunswick-Wolfenbüttel-Bevern, sovrana tedesca († 1797)
- 13 novembre - Dorothea Erxleben, medica tedesca († 1762)
- 15 novembre - Girolamo Abos, compositore maltese († 1760)
- 17 novembre - Danvers Osborn, III baronetto, politico e nobile britannico († 1753)
- 20 novembre - Pierre Charles Le Monnier, astronomo e geofisico francese († 1799)
- 27 novembre - Johann Gottlob Leidenfrost, medico, teologo e fisico tedesco († 1794)

## Dicembre(8)
- 9 dicembre - Giovanni Casimiro di Isenburg-Büdingen-Birstein, generale e nobile tedesco († 1759)
- 9 dicembre - Joseph Marie Terray, abate e politico francese († 1778)
- 11 dicembre - Johann Valentin Tischbein, pittore tedesco († 1768)
- 12 dicembre - Gennaro Manna, compositore italiano († 1779)
- 19 dicembre - Giovanni Costanzo Caracciolo, cardinale italiano († 1780)
- 21 dicembre - Tommaso Gherardini, pittore italiano († 1797)
- 21 dicembre - François-Vincent Toussaint, scrittore, traduttore e enciclopedista francese († 1772)
- 27 dicembre - Philippe de Noailles, nobile e militare francese († 1794)

## Senza giorno specificato(31)
- Gabriel Briard, pittore francese († 1777)
- Jacob Bryant, antiquario inglese († 1804)
- Margaret Calderwood, viaggiatrice e scrittrice scozzese († 1774)
- Giovanni Battista Casali, compositore italiano († 1792)
- Carlo Cozio, scacchista italiano († 1780)
- Elisabetta D'Afflisio Moreri, attrice teatrale italiana († 1760)
- Giovanni Del Gaizo, ingegnere e architetto italiano († 1796)
- Ignazio Fiorillo, compositore italiano († 1787)
- Giulio Galliori, architetto italiano († 1795)
- Joseph Gegenbach, ebanista e intagliatore francese († 1797)
- Antonio de Guill y Gonzaga, politico spagnolo († 1768)
- Karl Otto von Gymnich, nobile e politico tedesco († 1785)
- Richard Hayes, matematico britannico († 1740)
- William Johnson, generale e politico irlandese († 1774)
- Carlo Ferdinando Landolfi, liutaio italiano († 1784)
- John Sebastian Miller, botanico e illustratore tedesco
- Thomas Mudge, orologiaio inglese († 1794)
- Angelo Nannoni, chirurgo italiano († 1790)
- Jean-Baptiste Perronneau, pittore francese († 1783)
- Domenico Piò, scultore italiano († 1801)
- Nicolas-Jean-Baptiste Raguenet, pittore francese († 1793)
- Scipione II de' Rossi, nobile italiano († 1802)
- Valentino Rovisi, pittore italiano († 1783)
- Stanislav Sočivica, croato
- Tachibana Yasukuni, pittore e incisore giapponese († 1792)
- Giuseppe Antonio Taruffi, scrittore, diplomatico e scacchista italiano († 1786)
- Giuseppe Varotti, pittore italiano († 1780)
- Giovanni Vista, letterato e religioso italiano († 1767)
- Giuseppe Zonca, compositore e basso italiano († 1772)
- Francesco Zoppis, compositore italiano
- Hortense Félicité de Mailly, francese († 1799)